# Lophiostoma compressum
Lophiostoma compressum är en svampart som först beskrevs av Christiaan Hendrik Persoon, och fick sitt nu gällande namn av Ces. & De Not. 1861. Lophiostoma compressum ingår i släktet Lophiostoma och familjen Lophiostomataceae.  Arten är reproducerande i Sverige. Inga underarter finns listade i Catalogue of Life.